# Tataki (pesca)
Il Tataki è una tecnica di pesca dei calamari eseguita con esche artificiali dette oppai.
Per la pesca Tataki si deve creare una lenza madre, con una piombatura ad un capo (il peso della piombatura dipende dalla profondità e dalla corrente della zona in cui si pesca).
Alla lenza madre si collegano ad intervalli regolari gli oppai di solito 3 o 4 (ma si possono creare lenze che vanno da 2 ad anche 5 o 6 oppai); dopo aver calato la lenza in acqua, si esegue un movimento verticale per far sì che gli oppai si muovano ed attirino i calamari che poi rimangono attaccati all'artificiale e possono essere tirati a bordo.